# Hohe Börde
Hohe Börde település Németországban, azon belül Szász-Anhalt tartományban. Lakosainak száma 18 852 fő (2023. december 31.).

## Népesség
A település népességének változása:
| Lakosok száma | 18 389 | 18 397 | 18 703 | 18 805 | 18 852 |
|               | 2017   | 2019   | 2021   | 2022   | 2023   |